# فردریک فیری
فردریک فیری (انگلیسی: Frederick Feary؛ ۱۰ آوریل ۱۹۱۲ – ۲۰ آوریل ۱۹۹۴) ورزشکار بوکس اهل ایالات متحده آمریکا بود.
وی در مسابقات کشوری و بین‌المللی در مجموع برندهٔ ۱ مدال برنز شده‌است.